# Alois Velich
Alois Velich (10. srpen 1869 Boží Dar – 13. květen 1952 Praha) byl český lékař – fyziolog a patolog. Počátkem 20. století byl též aktivní v politice. Byl mimořádným profesorem všeobecné a pokusné patologie na lékařské fakultě Univerzity Karlovy. Od roku 1908 působil jako profesor anatomie a fyziologie domácích zvířat a zemědělské bakteriologie na zemědělském odboru Císařské a královské české vysoké školy technické v Praze. V roce 1930 se vrátil na lékařskou fakultu Univerzity Karlovy jako řádný profesor farmakologie a farmakognozie.

## Život
V roce 1888 maturoval na gymnáziu v Praze, Truhlářské ulici. Vystudoval lékařství na Univerzitě Karlově, promoval v únoru 1894. Již za studií pracoval v histologické a fyziologické laboratoři u profesora Arnolda Spiny. Po studiích nastoupil na ústavu experimentální patologie jako demonstrátor. V roce 1897 se zde stal asistentem. V roce 1898 se habilitoval jako docent všeobecné a pokusné patologie. V letech 1899–1900 pracoval v Berlíně ve fyziologické laboratoři významného německého fyziologa, profesora Nathana Zuntze (1847–1920). V roce 1903 byl jmenován nehonorovaným mimořádným profesorem. Současně byl zástupcem přednosty ústavu pro všeobecnou a experimentální patologii lékařské fakulty. V roce 1906 se stal honorovaným mimořádným profesorem a působil na fakultě do roku 1909.

### ČVUT
Od roku 1899 působil současně jako docent fyziologie a patologie zvířat na České vysoké škole technické v Praze. Jedním z důvodů byla i jeho hmotná situace, protože jako mimořádný profesor neměl dostačující příjmy. V roce 1908 byl jmenován řádným profesorem anatomie a fyziologie domácích zvířat a zemědělské bakteriologie a současně se stal přednostou obou těchto ústavů. V té době budoval spolu se svými kolegy (např. Theodor Kašpárek) základy zemědělského odboru na této škole. Bylo třeba zřídit posluchárny, laboratoře, knihovnu, zajistit přístroje a pomůcky. V obdobích 1909–1910 a 1914–1915 byl děkanem tohoto odboru. Pro akademický rok 1918–1919 byl zvolen rektorem České vysoké školy technické v Praze. Během působení na technice neztratil kontakt se svým původním pracovištěm a například pomohl řešit svízelnou situaci biologického ústavu LF UK tím, že mu propůjčil prostory na technice.

### Zpět na lékařské fakultě
Po smrti prof. Emanuela Formánka (1869–1929) byl v roce 1930 povolán na lékařskou fakultu Univerzity Karlovy, kde byl jmenován profesorem farmakologie a farmakognozie a přednostou farmakologického ústavu. Několik let před tím se pokusil získat profesorské místo na svém původním působišti – na ústavu všeobecné a experimentální patologie. Byl ale odmítnut, což nesl jako osobní křivdu. V roce 1932–1933 byl děkanem lékařské fakulty. V únoru 1939 pak odešel na odpočinek.

### Politická dráha
Politicky aktivní byl již za Rakouska-Uherska. Ve volbách do Říšské rady roku 1907 se stal poslancem Říšské rady (celostátní parlament) za Českou agrární stranu, kam byl zvolen za okrsek Čechy 056. Usedl do poslanecké frakce Klub českých agrárníků. Opětovně byl zvolen za týž obvod i ve volbách do Říšské rady roku 1911 a ve vídeňském parlamentu setrval do zániku monarchie.
V letech 1918–1920 byl poslancem československého Revolučního národního shromáždění za agrárníky.
Zemřel 13. května 1952 a byl pohřben na vinohradském hřbitově 19. května 1952.

## Dílo
Jeho první práce jsou spojeny s počátky endokrinologie v Čechách. Zabýval se sekrecí nadledvin a slinivky břišní, účinky adrenalinu na tkáně a orgány (oživující injekce adrenalinu do srdce, vliv adrenalinu na cévy nádorů). V oblasti bakteriologie se zabýval termofilními mikroby. V operační praxi zavedl řadu nových pokusných postupů.
Experimentoval s plísní penicilinum thermophylum polymorphum a zkoušel její účinky na bakterie tuberkulózy. Na základě neúspěchu při pokusech na zvířatech ale tuto cestu opustil.

## Členství v organizacích
- Československá akademie věd
- Československá akademie zemědělská
- Masarykova akademie práce
- Královská česká společnost nauk
- Československá kardiologická společnost

## Spisy
Publikoval kolem sedmdesáti vědeckých prací.

### Časopisy
- Časopis pro veřejné zdravotnictví redigoval od roku 1899 až do jeho zániku v roce 1920
- Zdravotnické rozpravy redigoval od roku 1906.

### Životopisné studie
- Gustav Kabrhel, Praha: Česká akademie věd a umění, 1930
- Karel Chodounský, Praha: Česká akademie věd a umění, 1932
- Vladislav Růžička, Praha: Česká akademie věd a umění, 1935

### Poezie
- Šípkový keř, Praha: vlastní náklad, 1891 – sbírka milostné poezie